# Bandikut běloocasý
Bandikut běloocasý (Macrotis leucura, syn. Macrotis minor, Macrotis minor miseliae, Peragale leucura, Peragale minor, Thalacomys minor miselius, Thylacomys leucurus a Thylacomys minor) je vyhynulý druh vačnatce náležící do čeledi bandikutovití jemnosrstí (Thylacomyidae) a rodu Macrotis. Vědecky jej popsal Oldfield Thomas v roce 1887. Jednalo se o monotypický taxon.

## Popis
Velikost tohoto druhu činila 36,5 až 44 cm u samců, samice byly menší, měřily 32 až 39 cm. Jejich bíle zabarvený ocas měřil 11,5 až 27,5 cm, druh byl typický také velkýma ušima. Na zadních nohách měli tito bandikuti pouze tři prsty. Zbarvení bylo nejčastěji šedé na hřbetě a světlé na břiše.

## Biologie
Areálem výskytu bandikuta běloocasého byla centrální Austrálie. K životu tito tvorové preferovali zdejší pouštní oblasti, někdy též krajinu s porosty mulga a travnaté areály. Jednalo se o striktně noční druh. Bandikut běloocasý si vykopával nory, které byly obyčejně dlouhé asi 270 cm. Pokud v noře bandikuté pobývali, ucpali vchod; díky tomu do jejich obydlí nepronikli možní nepřátelé. Bandikut běloocasý spal vsedě.
Jednalo se prý o zuřivého tvora, odchycení se bránil syčením a kousáním. Byl to také masožravec, jenž byl schopen skolit i menší obratlovce; mezi ostatními bandikuty tak představoval výjimku. Nepohrdl však ani rostlinnou potravou, jako byla semena či ovoce. Období reprodukce připadalo na dobu mezi březnem a červnem. Po 21 dnech březosti se samici narodila nejčastěji dvojčata, jejichž vývoj pokračoval dalších 70 až 75 dní ve vaku; avšak již po padesáti dnech od porodu docházelo k dalšímu spáření. Do dvou týdnů po opuštění vaku přestala být mláďata závislá na potravě od matky.

## Vyhynutí
Bandikut běloocasý nebyl ve své domovině vzácným druhem. Do oblasti však byly zavlečeny nepůvodní druhy predátorů; hrozbou byli taktéž introdukovaní králíci, kteří bandikuty obírali o potravu. Na úbytku přispěly i změny požárních cyklů a v neposlední řadě bandikuty kvůli kožešinám zabíjeli lidé. Pokles druhu byl rapidní a zvíře nebylo pozorováno od 30. let 20. století. P. Hanisch v roce 1967 objevil na okraji Simpsonovy pouště lebku bandikuta běloocasého, která se nacházela v hnízdě orla klínoocasého (Aquila audax) a jejíž stáří bylo odhadem určeno pod patnáct let. Tento kosterní nález tvoří poslední zaznamenaný exemplář druhu. Mezinárodní svaz ochrany přírody bandikuta běloocasého v roce 1982 zařadil mezi vyhynulé druhy.